# Mi secreto
Mi secreto es una telenovela mexicana producida por Carlos Moreno Laguillo para TelevisaUnivision, en el 2022. La telenovela es una versión de la historia creada en 1974 por Marissa Garrido, Ha llegado una intrusa; siendo adaptado por Martha Carrillo y  Cristina García. Se estrenó a través de Las Estrellas el 12 de septiembre de 2022 en sustitución de Corazón guerrero, y finalizó el 24 de febrero de 2023 siendo reemplazado por Eternamente amándonos.
Está protagonizada por Macarena García, Diego Klein y Andrés Baida, junto con Claudia Ramírez, Isidora Vives, Fernando Ciangherotti, Chris Pazcal y Solkin Ruz en los roles antagónicos; acompañados de Karyme Lozano, Arturo Peniche, Alma Delfina, Laura Vignatti, Luis Fernando Peña, Ana Paula Martínez, Luis Felipe Tovar, Vanessa Bauche y Eric del Castillo.

## Trama
Valeria (Macarena García) y Natalia (Isidora Vives), son dos niñas que a los ocho años se conocieron en un internado en España. Teniendo las dos en común la experiencia del desamor de sus familias hace que tengan un lazo entrañablemente, convirtiéndolas en amigas inseparables hasta el día en que padecen un apartoso accidente en automóvil. Mientras que Natalia, como copiloto tuvo fuertes heridas de gravedad, Valeria sale ilesa, sin embargo tiene que huir al creer que Natalia murió y ella es la única sobreviviente.
La policía va en camino y sabe que no va a poder presumir su inocencia, por lo que, solamente consigue rescatar los documentos de Natalia, por lo cual asume la identidad de su amiga muerta y regresa a México. Ya en territorio mexicano, Valeria llega a la Hacienda Moncada, sin imaginar los inconvenientes y enemigos que allí la esperan. Sin embargo una vez que parece que su secreto nunca le iba a salir mal, Natalia reaparece. No falleció en el percance y llegará dispuesta a exigir la identidad que le ha sido robada.

## Reparto
Una primera lista del reparto confirmado se publicó el 24 de junio de 2022, a través de la página web oficial de Las Estrellas. Mientras que el restante se publicó el 5 de julio del mismo año, a través de la página web oficial de la sala de prensa de TelevisaUnivision.

### Principales
- Macarena García como Valeria Bernal / Natalia Ugarte Moncada / Valeria Lascuráin Estrada
  - Ana Paula Cachoua interpretó a Valeria de niña
- Diego Klein como Mateo Miranda
  - Nicolás Villagrana interpretó a Mateo de niño
- Karyme Lozano como Daniela Estrada
- Arturo Peniche como Ernesto Lascuraín
  - Fabián Chávez interpretó a Ernesto de joven[10]
- Isidora Vives como Natalia Ugarte Moncada
  - Valentina Galiano interpretó a Natalia de niña
- Andrés Baida como Rodrigo Carvajal Rivero
  - Rodrigo Vargas interpretó a Rodrigo de niño
- Fernando Ciangherotti como Alfonso Ugarte
  - Kuno Becker interpretó a Alfonso de joven
- Claudia Ramírez como Fedra Espinoza de Ugarte
  - Lizy Martínez interpretó a Fedra de joven
- Alma Delfina como Elena Mendoza
  - Evangelina Sosa interpretó a Elena de joven
- Luis Felipe Tovar como Hilario Miranda
  - Alejandro Valencia interpretó a Hilario de joven
- Vanessa Bauche como Carmen «Carmita» Rivero de Carvajal
  - Sharon Gaytán interpretó a Carmita de joven
- Luis Fernando Peña como Joaquín Carvajal
- Eric del Castillo como el Padre David
- Chris Pazcal como Gabino Ocampo
- Ana Paula Martínez como Constanza Carvajal Rivero
- Daniela Martínez como Melissa Riverol
- Laura Vignatti como Inés Guzmán Bolaños
- Mauricio Abularach como Bermúdez
- Lalo Palacios como Luis Aguirre Mendoza
  - Jorge Alanis interpretó a Luis de niño
- Adrián Escalona como Eduardo Carvajal Rivero
  - Iker Vallin interpretó a Eduardo de niño
- Rocío Reyna como Fabiola Carvajal Rivero
  - Cosette Esparza interpretó a Fabiola de niña
- Susana Jímenez como Sofía
- Ruy Rodrigo Gaytán como Julián
- Ramsés Alemán como Iker Carrera

### Recurrentes e invitados especiales
- Alejandra Jurado como Juana de Bernal
- Arturo Vinales como Felipe Bernal
- Solkin Ruz como Tony
- Kelchie Arizmendi como Mercedes «Meche»
- Fernando Manzano como Duarte
- Ana Layevska como Mariana Moncada de Ugarte
- Erick García Rojas como Lucio Ocampo
- Juan Luis Arias como Javier
- Paola Hasany como Maggie
- Priscila Solorio como Gabriela
- Mateo Camacho como Eugenio Suárez
- Paola Toyos como Tania
- Amy Nicole como Itzel
- Luis Gatica como Tomás
- Silvia Lomelí como Olga
- Alejandra Andreu como Álvarez
- Eduardo Liñán como Juez
- Salvador Ibarra como Osvaldo
- Eduardo Reza como Mario
- Claudia Ortega como Mónica
- Paula Gralo como Miriam

## Episodios
| Parte 1 |                                              |                          |     |
| 1       | «Hay heridas que no se pueden borrar»        | 12 de septiembre de 2022 | 2.5 |
| 2       | «Nadie me quiere»                            | 13 de septiembre de 2022 | 2.6 |
| 3       | «No soy la misma Natalia»                    | 14 de septiembre de 2022 | 2.4 |
| 4       | «Hay cosas que no se olvidan»                | 15 de septiembre de 2022 | —   |
| 5       | «Hasta aquí la dejamos»                      | 16 de septiembre de 2022 | —   |
| 6       | «Abrázame por favor»                         | 19 de septiembre de 2022 | 2.2 |
| 7       | «Aquí no te queremos»                        | 20 de septiembre de 2022 | 2.3 |
| 8       | «Soy una impostora»                          | 21 de septiembre de 2022 | 2.0 |
| 9       | «Atente a las consecuencias»                 | 22 de septiembre de 2022 | 2.1 |
| 10      | «Los errores se pagan muy caro»              | 23 de septiembre de 2022 | 2.2 |
| 11      | «Esto es amor de verdad»                     | 26 de septiembre de 2022 | 2.1 |
| 12      | «Estoy embarazada»                           | 27 de septiembre de 2022 | 2.5 |
| 13      | «Asume las consecuencias de tus actos»       | 28 de septiembre de 2022 | 2.4 |
| 14      | «Tomar la decisión correcta»                 | 29 de septiembre de 2022 | —   |
| 15      | «No cometas el error de tu vida»             | 30 de septiembre de 2022 | 2.3 |
| 16      | «Para amar se necesitan dos»                 | 3 de octubre de 2022     | —   |
| 17      | «Nunca me había sentido tan feliz»           | 4 de octubre de 2022     | 2.2 |
| 18      | «Yo no soy Natalia»                          | 5 de octubre de 2022     | 2.3 |
| 19      | «Todo se pone en mi contra»                  | 6 de octubre de 2022     | 2.2 |
| 20      | «El último testamento de Mariana»            | 7 de octubre de 2022     | 2.1 |
| 21      | «Todo el rigor de la ley»                    | 10 de octubre de 2022    | 2.3 |
| 22      | «Me voy a casar contigo»                     | 11 de octubre de 2022    | 2.2 |
| 23      | «Natalia no se puede morir»                  | 12 de octubre de 2022    | 2.4 |
| 24      | «No te rindas»                               | 13 de octubre de 2022    | 2.1 |
| 25      | «¡Se van a casar!»                           | 14 de octubre de 2022    | 2.3 |
| 26      | «Renunciar a nuestro amor»                   | 17 de octubre de 2022    | 2.2 |
| 27      | «Nadie se muere de amor»                     | 18 de octubre de 2022    | 2.4 |
| 28      | «Mi boda con el hombre que tú amas»          | 19 de octubre de 2022    | 2.3 |
| 29      | «No hay latidos del corazón»                 | 20 de octubre de 2022    | —   |
| 30      | «Mi corazón es de Natalia»                   | 21 de octubre de 2022    | —   |
| 31      | «Nuestra hija murió»                         | 24 de octubre de 2022    | —   |
| 32      | «Tu futura esposa te mintió»                 | 25 de octubre de 2022    | 2.3 |
| 33      | «Tu bebé ya no existe»                       | 26 de octubre de 2022    | 2.5 |
| 34      | «La prueba de tu mentira»                    | 27 de octubre de 2022    | 2.6 |
| 35      | «En el nombre del amor»                      | 28 de octubre de 2022    | 2.1 |
| 36      | «¿Por qué tienes tanto interés en Valeria?»  | 31 de octubre de 2022    | 2.4 |
| 37      | «Adiós para siempre»                         | 1 de noviembre de 2022   | —   |
| 38      | «Valió la pena por tenerte aquí»             | 2 de noviembre de 2022   | 2.2 |
| 39      | «Todo el mundo miente»                       | 3 de noviembre de 2022   | 2.5 |
| 40      | «Todo puede suceder»                         | 4 de noviembre de 2022   | 2.3 |
| 41      | «No me importa tu pasado»                    | 7 de noviembre de 2022   | 2.1 |
| 42      | «¡Somos marido y mujer!»                     | 8 de noviembre de 2022   | 2.6 |
| 43      | «El que nada debe, nada teme»                | 9 de noviembre de 2022   | 2.6 |
| 44      | «Te convertiste en la princesa del castillo» | 10 de noviembre de 2022  | 2.5 |
| 45      | «Esto es una pesadilla»                      | 11 de noviembre de 2022  | 2.5 |
| 46      | «La mujer que más odio»                      | 14 de noviembre de 2022  | 2.5 |
| 47      | «Fedra y Gabino son amantes; ¡yo los vi!»    | 15 de noviembre de 2022  | 2.5 |
| 48      | «¡Soy una impostora para mi marido!»         | 16 de noviembre de 2022  | —   |
| 49      | «La estamos perdiendo»                       | 17 de noviembre de 2022  | 2.5 |
| 50      | «Se te acabaron tus días»                    | 18 de noviembre de 2022  | —   |
| 51      | «Estoy aterrada»                             | 21 de noviembre de 2022  | 2.4 |
| 52      | «Hasta que la muerte nos separe»             | 22 de noviembre de 2022  | 2.4 |
| 53      | «Ya sabes lo que tienes que hacer»           | 23 de noviembre de 2022  | 2.7 |
| 54      | «Es hora de irme»                            | 24 de noviembre de 2022  | 2.6 |
| 55      | «Eres la reina de la mentira»                | 25 de noviembre de 2022  | 2.5 |
| 56      | «Ya sé toda la verdad»                       | 28 de noviembre de 2022  | —   |
| 57      | «Ahora sí cavaste tu tumba»                  | 29 de noviembre de 2022  | —   |
| 58      | «¡Estás viva!»                               | 30 de noviembre de 2022  | 2.2 |
| Parte 2 |                                              |                          |     |
| 59      | «Ella es una impostora»                      | 1 de diciembre de 2022   | 2.3 |
| 60      | «Me rompiste el corazón»                     | 2 de diciembre de 2022   | 2.2 |
| 61      | «No sé quién eres»                           | 5 de diciembre de 2022   | 2.4 |
| 62      | «No sabes cuánto te odio»                    | 6 de diciembre de 2022   | 2.1 |
| 63      | «Por las buenas o por las malas»             | 7 de diciembre de 2022   | 2.3 |
| 64      | «¡Estás embarazada!»                         | 8 de diciembre de 2022   | 1.9 |
| 65      | «Llegó la hora de ponerla en su lugar»       | 9 de diciembre de 2022   | 2.3 |
| 66      | «¡Eres nuestra hija!»                        | 12 de diciembre de 2022  | —   |
| 67      | «El día más feliz de mi vida»                | 13 de diciembre de 2022  | 2.4 |
| 68      | «Es demasiado tarde»                         | 14 de diciembre de 2022  | 2.2 |
| 69      | «Vamos a hacer las cosas bien»               | 15 de diciembre de 2022  | 2.4 |
| 70      | «¡Voy a tener un bebé!»                      | 16 de diciembre de 2022  | 2.4 |
| 71      | «Me enamoré de Valeria»                      | 19 de diciembre de 2022  | 2.3 |
| 72      | «Vengo a exigir mis derechos»                | 20 de diciembre de 2022  | 2.3 |
| 73      | «El odio envenena el alma»                   | 21 de diciembre de 2022  | 2.3 |
| 74      | «Ayúdate que yo te ayudaré»                  | 22 de diciembre de 2022  | —   |
| 75      | «¿El amor lo puede todo?»                    | 23 de diciembre de 2022  | 2.0 |
| 76      | «¡Vengo a testificar!»                       | 26 de diciembre de 2022  | —   |
| 77      | «¡Culpable!»                                 | 27 de diciembre de 2022  | 2.6 |
| 78      | «A partir de hoy es una presidiaria»         | 28 de diciembre de 2022  | 2.4 |
| 79      | «Hacerle la vida de cuadritos»               | 29 de diciembre de 2022  | 2.3 |
| 80      | «No me quedaré de brazos cruzados»           | 30 de diciembre de 2022  | 2.3 |
| 81      | «Accidente provocado»                        | 2 de enero de 2023       | 2.6 |
| 82      | «¿Quién le hizo daño a Valeria?»             | 3 de enero de 2023       | 2.4 |
| 83      | «Mi hijo va a nacer en la cárcel»            | 4 de enero de 2023       | 2.3 |
| 84      | «¿Qué hace Natalia junto a Mateo?»           | 5 de enero de 2023       | 2.2 |
| 85      | «La venganza apenas comienza»                | 6 de enero de 2023       | 2.6 |
| 86      | «¡A la celda de castigo!»                    | 9 de enero de 2023       | 2.3 |
| 87      | «¡Mateo y yo hicimos el amor!»               | 10 de enero de 2023      | 2.4 |
| 88      | «Debe de estar en el más allá»               | 11 de enero de 2023      | 2.7 |
| 89      | «Visita conyugal»                            | 12 de enero de 2023      | 2.5 |
| 90      | «¡Ya nació el bebé!»                         | 13 de enero de 2023      | 2.6 |
| 91      | «¡No puedo dejar a mi hijo!»                 | 16 de enero de 2023      | 2.7 |
| 92      | «Vamos a intentarlo»                         | 17 de enero de 2023      | 2.4 |
| 93      | «Dejar el pasado atrás»                      | 18 de enero de 2023      | 2.4 |
| 94      | «¿Dónde esta mi hijo?»                       | 19 de enero de 2023      | 2.5 |
| 95      | «Voy a recuperar a nuestro bebé»             | 20 de enero de 2023      | 2.3 |
| 96      | «Te vas a morir de la culpa»                 | 23 de enero de 2023      | 2.5 |
| 97      | «¡Encontré a mi hijo!»                       | 24 de enero de 2023      | 2.4 |
| 98      | «Quiero estar contigo»                       | 25 de enero de 2023      | 2.4 |
| 99      | «Natalia sí es mi hija»                      | 26 de enero de 2023      | 2.7 |
| 100     | «¡Mi papá está muerto!»                      | 27 de enero de 2023      | 2.8 |
| 101     | «La heredera universal»                      | 30 de enero de 2023      | 2.4 |
| 102     | «Cuenta conmigo»                             | 31 de enero de 2023      | 2.8 |
| 103     | «Él no pudo quitarse la vida»                | 1 de febrero de 2023     | 2.6 |
| 104     | «Atente a las consecuencias»                 | 2 de febrero de 2023     | —   |
| 105     | «Nos ganó el amor»                           | 3 de febrero de 2023     | —   |
| 106     | «Nada ni nadie nos volverá a separar»        | 6 de febrero de 2023     | —   |
| 107     | «Te prefiero muerto»                         | 7 de febrero de 2023     | 2.8 |
| 108     | «¿Quieres casarte conmigo?»                  | 8 de febrero de 2023     | —   |
| 109     | «Mi corazón nunca va a ser tuyo»             | 9 de febrero de 2023     | 2.6 |
| 110     | «Esto se tiene que acabar»                   | 10 de febrero de 2023    | 2.4 |
| 111     | «Siempre estarás en nuestro corazón»         | 13 de febrero de 2023    | 2.7 |
| 112     | «Voy a hacer que pague»                      | 14 de febrero de 2023    | 2.6 |
| 113     | «Estamos en guerra»                          | 15 de febrero de 2023    | 2.6 |
| 114     | «Vigila tus movimientos»                     | 16 de febrero de 2023    | 2.9 |
| 115     | «El testamento de Mariana»                   | 17 de febrero de 2023    | 8.5 |
| 116     | «Yo soy la única dueña»                      | 20 de febrero de 2023    | 8.5 |
| 117     | «Me quedé sin nada»                          | 21 de febrero de 2023    | 8.3 |
| 118     | «El dueño y el señor de todo»                | 22 de febrero de 2023    | —   |
| 119     | «Fedra ya tuvo su merecido»                  | 23 de febrero de 2023    | 6.3 |
| 120     | «Vamos a vivir nuestro amor»                 | 24 de febrero de 2023    | 3.3 |

Notas
1. ↑  Este episodio se pre-estrenó el 9 de septiembre de 2022 a través de Vix, la página, app y redes sociales oficiales —incluido el canal de Youtube y cuenta oficial de Facebook— de Las Estrellas.[13]

## Producción
En febrero de 2022, se reportó que Carlos Moreno Laguillo estaría realizando una nueva versión de la telenovela emitida en 1974, Ha llegado una intrusa, cuyo título provisional fue La Impostora. La producción de la telenovela inició rodaje el 15 de junio de 2022, Macarena García, Isidora Vives, Diego Klein y Andrés Baida fueron anunciados como el reparto principal de la telenovela.

## Audiencia
| Temporada | Horario (CT)                     | Episodios | Primera emisión          | Primera emisión      | Última emisión        | Última emisión       | Prom. de espectadores (millones) |
| Temporada | Horario (CT)                     | Episodios | Fecha                    | Audiencia (millones) | Fecha                 | Audiencia (millones) | Prom. de espectadores (millones) |
| --------- | -------------------------------- | --------- | ------------------------ | -------------------- | --------------------- | -------------------- | -------------------------------- |
| 1         | Lunes a viernes 16:30 - 17:30 h. | 120       | 12 de septiembre de 2022 | 2.5                  | 24 de febrero de 2023 | 3.3                  | 2.6                              |

## Premios y nominaciones

### TV Adicto Golden Awards 2022
| Categoría              | Nominados    | Resultado |
| ---------------------- | ------------ | --------- |
| Mejor retorno femenino | Alma Delfina | Ganador   |